# Korytyna
Korytyna [pronunciación en polaco: /kɔrɨˈtɨna/] es un pueblo ubicado en el distrito administrativo de Gmina Trzeszczany, dentro del Condado de Hrubieszów, Voivodato de Lublin, en Polonia oriental. Se encuentra aproximadamente a 7 kilómetros oeste de Trzeszczany, a 17 kilómetros al oeste de Hrubieszów y a 90 kilómetros al sureste de la capital regional Lublin.